# Quận Elbert, Colorado
Quận Elbert là một quận thuộc tiểu bang Colorado, Hoa Kỳ.
Quận này được đặt tên theo Samuel Hitt Elbert. Theo điều tra dân số của Cục điều tra dân số Hoa Kỳ năm 2010, quận có dân số 23086 người. Quận lỵ đóng ở Kiowa.

## Địa lý
Theo Cục điều tra dân số Hoa Kỳ, quận có diện tích 4794 km2, trong đó có 1km2 là diện tích mặt nước.